# Les Simone
Les Simone est une série télévisée québécoise en 39 épisodes de 22 minutes réalisée par Ricardo Trogi, écrite par Kim Lévesque-Lizotte et Louis Morissette. Les trois saisons sont diffusées entre le 14 septembre 2016 et le 5 décembre 2018 à la Télévision de Radio-Canada.
Le titre de la série fait référence à l'écrivaine féministe française Simone de Beauvoir,,.

## Synopsis
Cette série suit le parcours de trois amies très proches : Maxim Lapierre, Laurence Bousquet, Nikki Dumas. Maxim est passionnée de politique, Laurence travaille pour une chaîne de télévision et Nikki est une artiste peintre extravertie. Le téléspectateur découvre aussi progressivement Elizabeth Lapierre, la sœur de Maxim, mère de famille et femme d'affaires. Leur souhait : vivre libres et indépendantes.

## Distribution

### Roles principaux
- Anne-Élisabeth Bossé : Maxim Lapierre
- Rachel Graton : Laurence Bousquet
- Marie-Ève Perron : Nikki Dumas
- Karine Gonthier-Hyndman : Élizabeth Lapierre

### Rôles récurrents
- Pierre-François Legendre : Jean-Simon
- David Giguère : William
- Benoît Mauffette : François Pelletier
- Sébastien Ricard : Éloi Morel
- Valérie Blais : Pauline, la productrice
- Tommy Joubert : Francis
- Rémi-Pierre Paquin : Jonathan
- Isabelle Vincent : Léane Bertrand
- Normand Daneau : Clément Garceau
- David Savard : Patrick Lamontagne
- Gabriel D'Almeida Freitas : Nicolas Madani
- Michel Barrette : Richard Lapierre
- Sylvie Potvin : Louise Lapierre
- Marcel Leboeuf : Serge Bousquet
- Ginette Boivin : Madeleine Bousquet
- René Gagnon : Louis Dumas
- Linda Sorgini : Andrée Dumas
- Julien Hurteau : Ludovic
- Jean-Sébastien Courchesne : Sébastien
- Marie-Laurence Moreau : Geneviève
- Christine Beaulieu : Jeanne
- Iannicko N'Doua-Légaré : Alexis
- Elkahna Talbi : Tania
- Martin Laroche : Benoit
- Sébastien Gauthier : Cédric
- Julien Lacroix : Didier

## Épisodes

### Première saison (2016)
1. Le Sabotage
2. Telle mère, telle fille
3. Refaire son nid
4. Chute libre
5. Smile!
6. Fouiller ou pas fouiller
7. Le "Revenge" de Plombier
8. Le Rêve américain
9. Laurence 007
10. Banlieusarde en cavale
11. Ménage à trois
12. Retour vers le passé

### Deuxième saison (2017)
1. Les Nouveaux Choix
2. Perdre son nid
3. Panique et Mensonges
4. L'Initiation
5. Mission et Phéromones
6. Double-vie
7. Le Vernissage
8. Le Trip à trois
9. Le Refuge chez Maxim
10. Le Départ de Louise
11. Le Débat
12. Malaise et Consentement
13. La Victoire

### Troisième saison (2018)
1. Père en détresse
2. Amour et Gestion de crise
3. Coup de foudre au Caféline
4. Préarrangement en famille
5. Bal saboté
6. Famille empruntée
7. Quand reviendras-tu ?
8. On meurt seule
9. Fluidité et Exclusivité
10. Quand les masques tombent
11. Petit Mardi chez Jonathan
12. Maman
13. Les Adieux

## Accueil de la critique
Inspirée de Sex and the City et de Desperate Housewives, c'est une série très populaire au Québec se distinguant par des dialogues savoureux, qui a été nommée trois fois aux prix Gémeaux (meilleure comédie, meilleure réalisation et meilleur texte) par l'Académie canadienne du cinéma et de la télévision.